# Лучистые животные
Лучистые животные — это исторический таксономический ранг, который использовался для классификации животных с радиально симметричными частями тела. Термин больше не принимается, так как он объединил несколько различных групп животных, которые не образуют монофилетическую группу при современных взглядах на филогению животных. Сходство, которое когда-то предлагалось в обоснование таксона, например радиальная симметрия, теперь считается результатом либо неправильных оценок ранних исследователей, либо конвергентной эволюции, а не указанием на общего предка. Из-за этого термин используется в основном в историческом контексте.
В начале XIX века Жорж Кювье объединил Ctenophora и Cnidaria в Radiata. Томас Кавалье-Смит, в 1983 году, пересмотрел радиата в качестве подцарства, состоящий из Myxozoa, пластинчатые, Cnidaria и гребневики. Линн Маргулис и К. В. Шварц позже переосмыслили Радиаты в своей классификации пяти королевств, на этот раз включив только Cnidaria и Ctenophora. Это определение аналогично историческому описателю кишечнополостных, который также был предложен в качестве группы, охватывающей Cnidaria и Ctenophora.
Хотя радиальная симметрия обычно дается в качестве определяющей характеристики у животных, которые были классифицированы в этой группе, есть четкие исключения и оговорки. Иглокожие, например, проявляют безошибочную двустороннюю симметрию, как личинки, и теперь находятся в Билатерии. Ктенофоры проявляют бирадиальную или ротационную симметрию, определяемую осями щупалец и глотки, на которых расположены два анальных канала в двух диаметрально противоположных квадрантах. У некоторых видов внутри класса кишечнополостных являются билатерально-симметричных (например, Nematostella vectensis). Было высказано предположение, что двусторонняя симметрия могла развиться до раскола между Cnidaria и Bilateria, и что радиально симметричные стрекающие виды вторично развили радиальную симметрию, что означает, что двусторонность у стрекающих видов, таких как N. vectensis, имеет первичное происхождение.